# Заберезник (Вожегодский район)
Заберезник — деревня в Вожегодском районе Вологодской области.
Входит в состав Тигинского сельского поселения (с 1 января 2006 года по 9 апреля 2009 года входила в Тавенгское сельское поселение), с точки зрения административно-территориального деления — в Тавенгский сельсовет.
Расстояние до районного центра Вожеги по автодороге — 50 км, до центра муниципального образования Гридино по прямой — 24 км. Ближайшие населённые пункты — Гора, Поздеевская, Коротковская, Завраг, Песок, Корякинская, Гришковская, Шибаевская.
По переписи 2002 года население — 39 человек (19 мужчин, 20 женщин). Преобладающая национальность — русские (95 %).